# Nieuw-Zeeland op de Olympische Winterspelen 1968
Tijdens de Olympische Winterspelen van 1968, die in Grenoble (Frankrijk) werden gehouden, nam Nieuw-Zeeland voor de derde keer deel.

## Deelnemers en resultaten

### Alpineskiën
| Olympiër       | Discipline       | Resultaat | Prestatie                           |
| -------------- | ---------------- | --------- | ----------------------------------- |
| Michael Dennis | reuzenslalom (m) | 74e       | 4.18,12 (+48,84)                    |
| Michael Dennis | slalom (m)       | dnq       | niet geplaatst voor finalewedstrijd |
| Murray Gardner | afdaling (m)     | dq        | diskwalificatie                     |
| Murray Gardner | reuzenslalom (m) | 76e       | 4.21,27 (+51,99)                    |
| Murray Gardner | slalom (m)       | dnq       | niet geplaatst voor finalewedstrijd |
| Thomas Huppert | afdaling (m)     | 61e       | 2.18,29 (+18,44)                    |
| Thomas Huppert | reuzenslalom (m) | 75e       | 4.20,80 (+51,52)                    |
| Thomas Huppert | slalom (m)       | dnq       | niet geplaatst voor finalewedstrijd |
| Robert Palmer  | afdaling (m)     | 42e       | 2.09,79 (+9,94)                     |
| Robert Palmer  | reuzenslalom (m) | dnf-1     | opgave run 1                        |
| Robert Palmer  | slalom (m)       | dnq       | niet geplaatst voor finalewedstrijd |
|                |                  |           |                                     |
| Margot Blakely | slalom (v)       | dq-1      | diskwalificatie run 1               |
| Anne Reid      | afdaling (v)     | 37e       | 1.53,12 (+12,25)                    |
| Anne Reid      | reuzenslalom (v) | 42e       | 2.13,30 (+21,33)                    |
| Anne Reid      | slalom (v)       | 30e       | 1.50,58 (+24,72)                    |

Argentinië · Australië · Bondsrepubliek Duitsland · Bulgarije · Canada · Chili · Denemarken · Duitse Democratische Republiek · Finland · Frankrijk · Griekenland · Groot-Brittannië · Hongarije · IJsland · India · Iran · Italië · Japan · Joegoslavië · Libanon · Liechtenstein · Marokko · Mongolië · Nederland · Nieuw-Zeeland · Noorwegen · Oostenrijk · Polen · Roemenië · Sovjet-Unie · Spanje · Tsjecho-Slowakije · Turkije · Verenigde Staten · Zuid-Korea · Zweden · Zwitserland